# Півострів Курземе
57°16′00″ пн. ш. 22°15′00″ сх. д. / 57.26666667° пн. ш. 22.25° сх. д.
Півострів Курземе ― північна частина Західної Латвії, між Балтійським морем на заході і Ризькою затокою на сході. Південний кордон півострова є продовженням південного берега Ризької затоки по лінії Каугурі-Зіємупе. Найпівнічніша точка півострова ― Колкасрагс. Півострів має площу близько 8900 км², ширину вздовж південного краю 158 км і довжину в напрямку з півдня на північ близько 100 км. Найвища точка півострова ― гора Кампакалнс (174,6 м над рівнем моря).
Узбережжя півострова вкрите Приморською низовиною, внутрішня частина ― рівнинами Куршської низовини, Північно-Куршською височиною та північними частинами Східно-Куршської та Західно-Куршської височин. Найбільші річки ― Вента з притокою Абава, а найбільші озера ― Енгурес, Усма, Каньєріс і Пузес.